# International Exhibition (Glasgow 1888)
Die International Exhibition of Science, Art and Industry (Internationale Wissenschafts-, Kunst und Industrieausstellung) fand in Glasgow von Mai bis November 1888 statt. Sie war die erste von insgesamt vier Ausstellungen dieses Typs, die in der schottischen Industriemetropole abgehalten wurden.

## Geschichte
Die Ausstellung fand im Kelvingrove Park statt. Sie wurde von etwa 5,75 Millionen Besuchern frequentiert und schloss mit einem namhaften Profit ab. Der Prince of Wales, der spätere König Eduard VII., eröffnete die Schau am 8. Mai 1888. Die Ausstellung dauerte bis am 10. November 1888.
Die als Holzkonstruktionen errichteten temporären Pavillons waren in einem orientalisierenden Stil gehalten. Das Hauptgebäude zeigte eine große eiserne Kuppel.
Als Architekt fungierte James Sellars.
Ein Hauptzweck der Ausstellung war es, die Leistungskraft der britischen und speziell der schottischen Wirtschaft zu zeigen. Indien und Kanada waren die wichtigsten außereuropäischen Ausstellerländer. Es gab auch einen – vom Ausstellungsgelände separierten – Vergnügungspark mit Fesselballon und Konzertveranstaltungen. Auf dem Fluss Kelvin konnte man Bootsfahrten unternehmen, es gab sogar zwei Gondolieri.
Der erzielte Überschuss wurde als Beitrag zur Errichtung der Kelvingrove Art Gallery and Museum verwendet. Dieser Bau fungierte als Palast der Schönen Künste bei der Glasgow International Exhibition, die 1901 erneut im Kelvingrove Park stattfand.

## Galerie

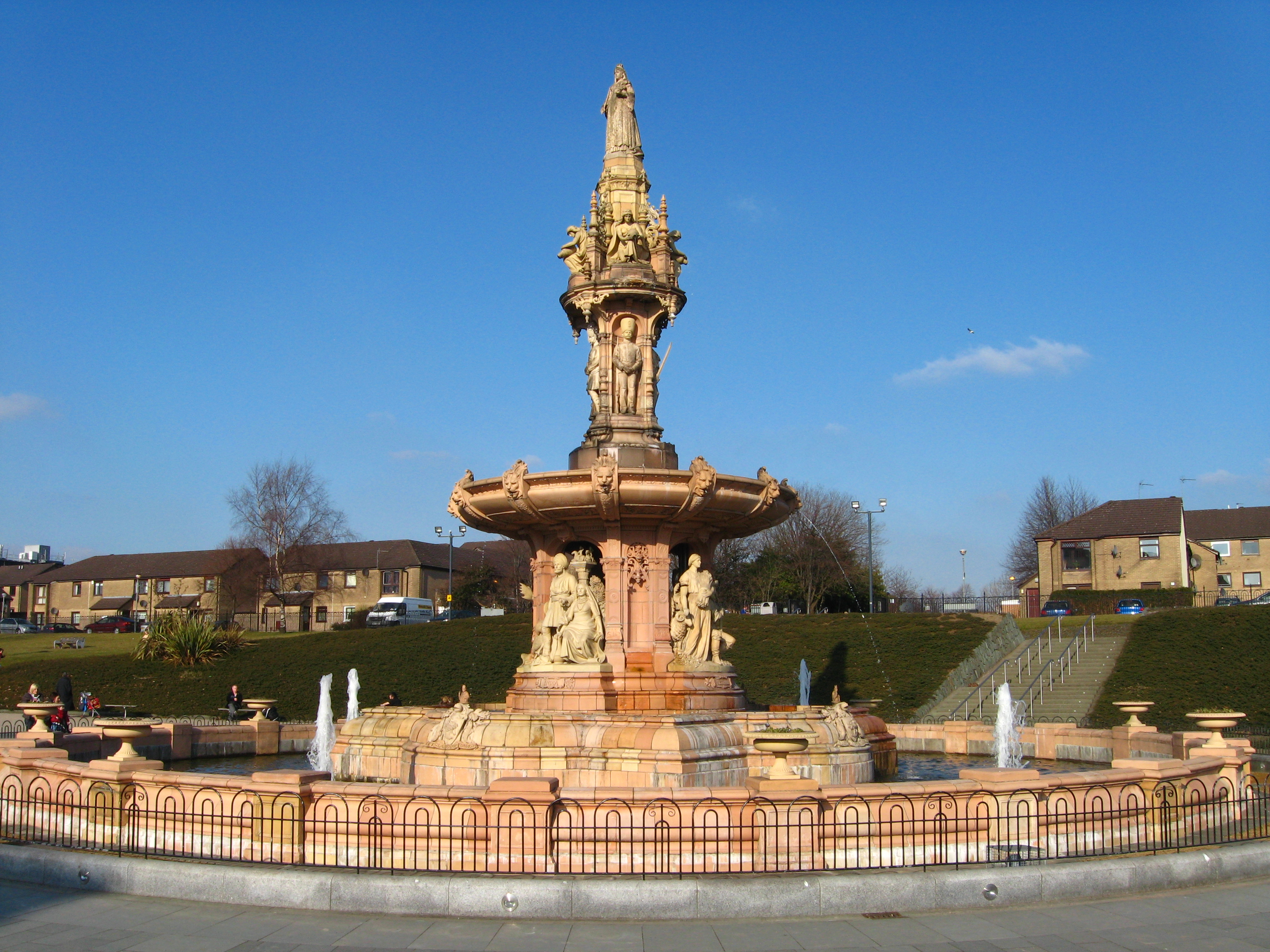
Der Doulton Fountain
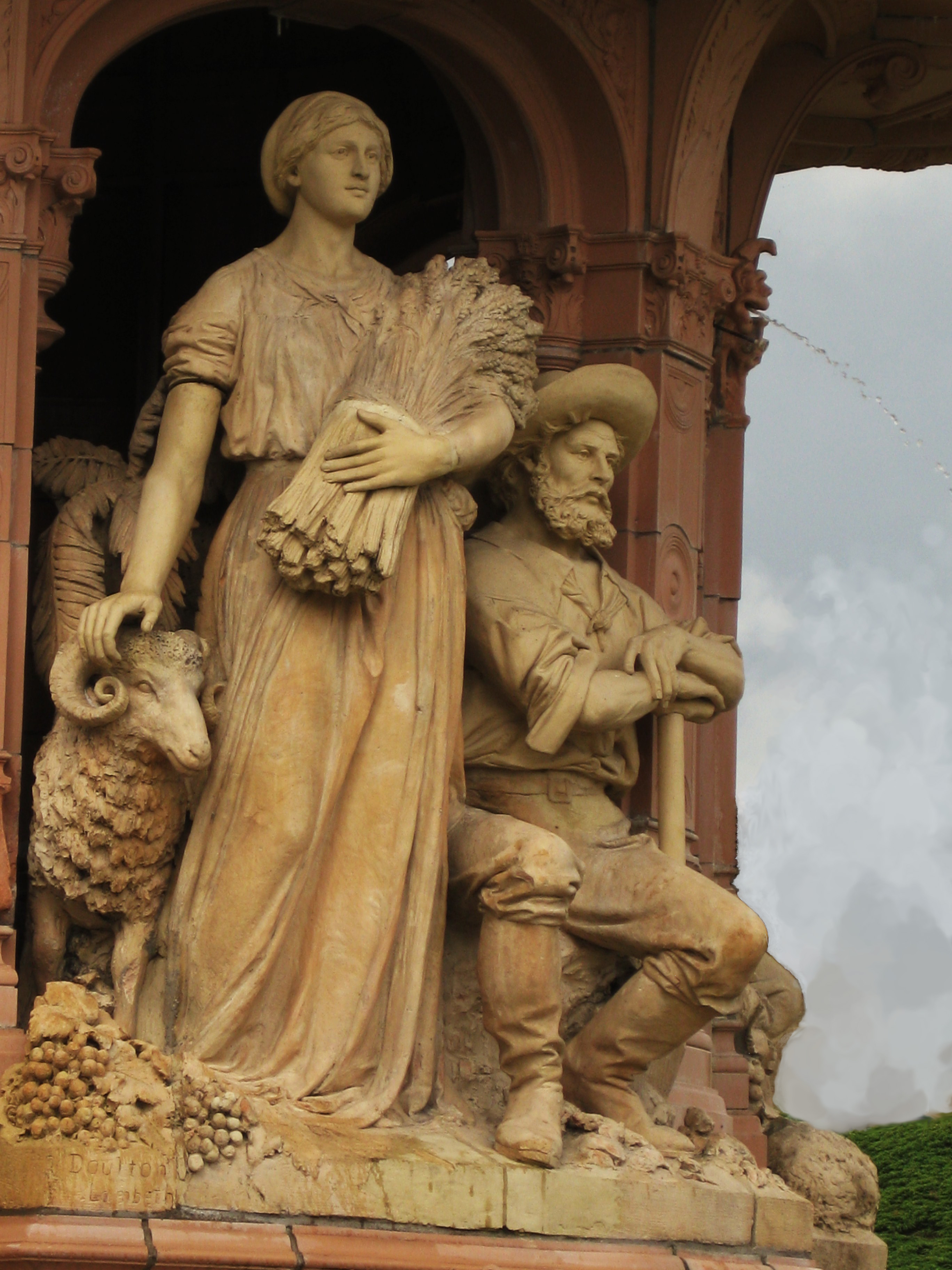
Detailansicht des Doulton Fountains
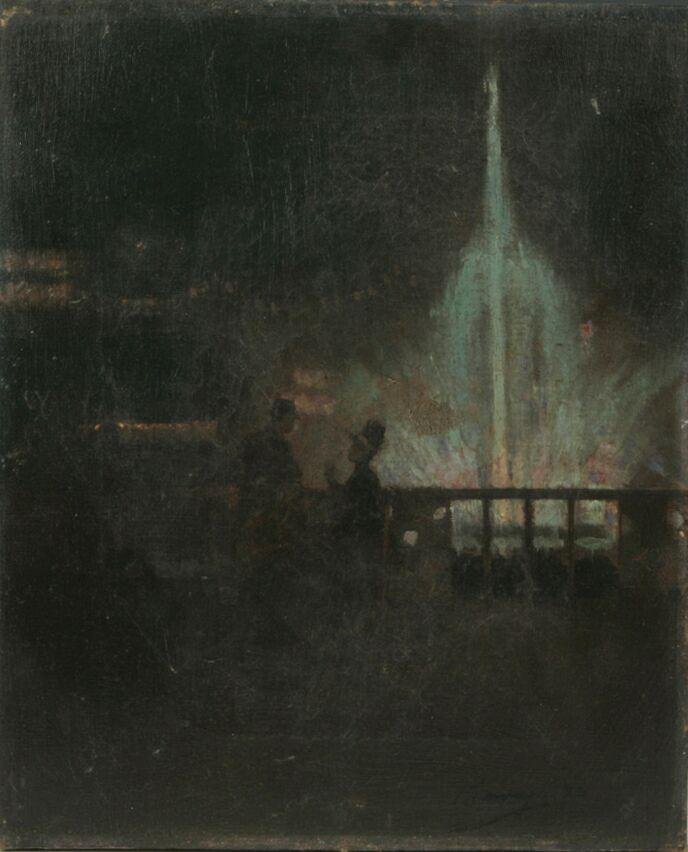
Der Fairy Fountain, gemalt von John Lavery
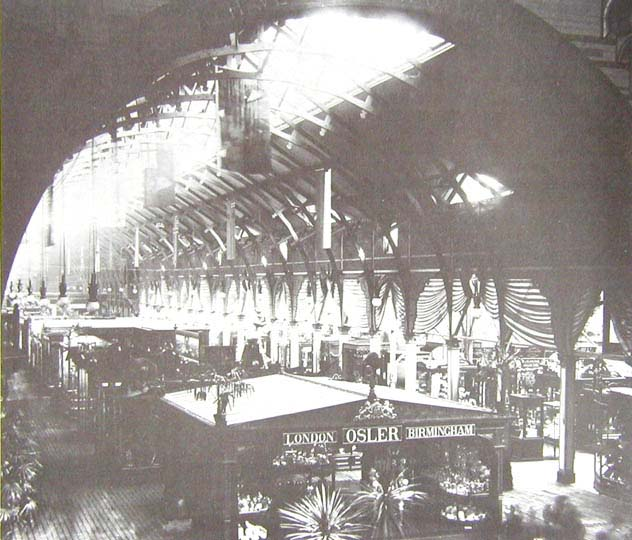
Ansicht der Main Avenue East
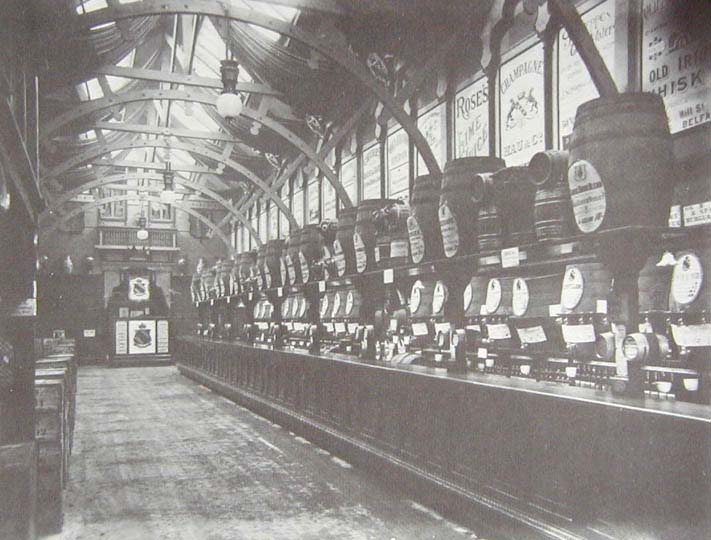
Die Bodega Bar im Hauptgebäude
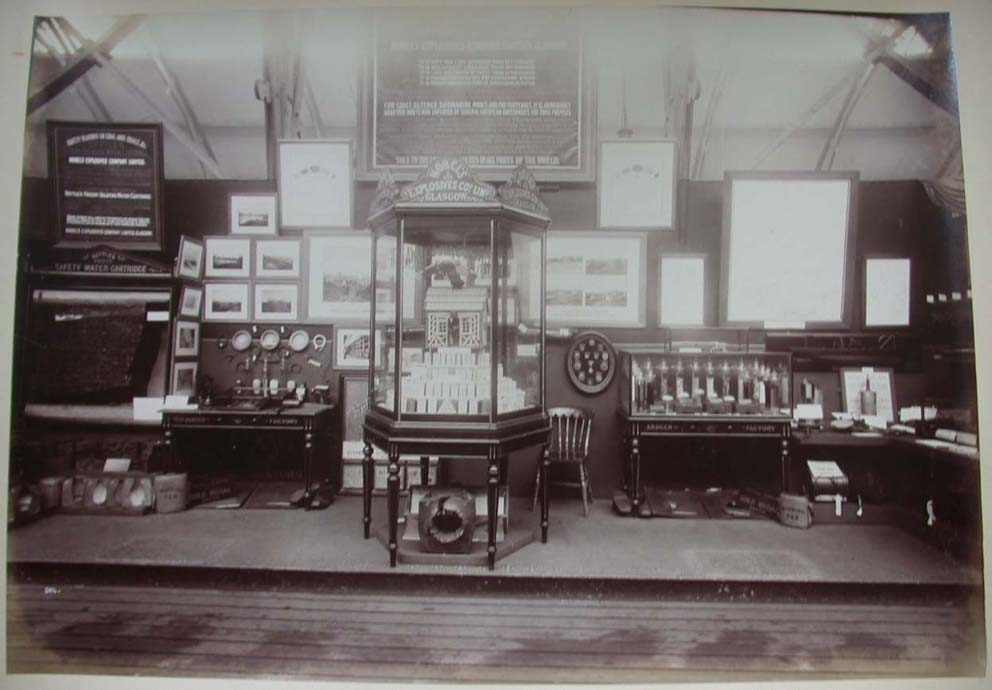
Sprengstoff der Firma Nobel's Explosives Co. Ltd, Glasgow